# John Fru Ndi
Ni John Fru Ndi (Província do Noroeste, Camarões Britânicos, 7 de julho de 1941-Yaoundé, 12 de junho de 2023) foi um político camaronês, fundador e líder da Frente Social Democrata dos Camarões - o principal grupo de oposição ao regime de Paul Biya e do Reunião Democrática do Povo de Camarões. Apresentou-se como candidato presidencial pelo seu partido nas eleições de 1992 (nas quais obteve o melhor resultado para um líder da oposição, com 36% dos votos), 2004 e 2011. Em 2017 confirmou sua candidatura às eleições de 2018, embora posteriormente tenha decidido não concorrer em favor de Joshua Osih.
Foi sequestrado duas vezes durante a crise separatista nos Camarões. O primeiro incidente foi breve e sem derramamento de sangue, com Fru Ndi detido por combatentes separatistas ambazonianos durante algumas horas e depois libertado no mesmo dia. O segundo sequestro foi mais dramático, com homens armados invadindo sua casa, atirando na perna de seu guarda-costas e submetendo Fru Ndi a um tratamento violento.